# Stardoll
 Denne artikel bør gennemlæses af en person med fagkendskab for at sikre den faglige korrekthed.

Stardoll er et browserspil for unge piger baseret på påklædningsdukker. Spillet drejer sig om at klæde virtuelle dukker på med tøj, hår og make-up.
I spillet kan du også møde masser af nye menesker fra hele verden.
Der er masser af dress up spil hvor du kan blandt andet kan gøre Pixie Lott klar til en galla, eller Avril Lavigne klar til en koncert.
| computerspil | Spire Denne computerspilsrelaterede artikel er en spire som bør udbygges. Du er velkommen til at hjælpe Wikipedia ved at udvide den. |